# Holiday Rap
Singles de MC Miker G & DJ Sven
Celebration Rap
(1987)
Holiday Rap est une chanson du duo musical néerlandais MC Miker G & DJ Sven. Premier single du duo, sorti en juin 1986, il rencontre le succès en Europe notamment, atteignant la première place des hit-parades en Allemagne de l'Ouest, en Belgique, en France, en Italie, aux Pays-Bas et en Suisse. En Amérique du Nord, le single ne s'est pas classé aux États-Unis, mais a atteint la neuvième place au Canada.

## Contexte
Musicalement, la chanson est basée sur la chanson Holiday de Madonna sortie en 1983. Le disc-jockey Martin van der Schagt disposait d'un home studio où il enregistre la maquette de Holiday Rap en utilisant les boucles de la bande originale de Holiday de Madonna. Le producteur Ben Liebrand, qui n'était pas en mesure de commercialiser la chanson, a découvert les instruments utilisés dans la version originale et a réenregistré la musique à partir de zéro, sans échantillonner l'original, avec des paroles différentes et de nouvelles mélodies. Dans les paroles, les deux chanteurs racontent leurs vacances d'été dans différentes villes, comme Londres et New York. La chanson comporte également une interpolation du refrain de la chanson Summer Holiday de Cliff Richard. Le clip de la chanson a été désigné par MuchMusic comme le pire clip vidéo de 1986.

## Liste des pistes
| A. | Holiday Rap     | 4:25 |
| B. | Whimsical Touch | 5:00 |

| A.  | Holiday Rap                        | 6:20 |
| A2. | Holiday Rap (accapella)            | 6:09 |
| B1. | Holiday Rap (hip hop instrumental) | 6:20 |
| B2. | Whimsical Touch                    | 5:00 |

## Classements et certifications
| Classement (1986–87)                   | Meilleure position |
| -------------------------------------- | ------------------ |
| Allemagne de l'Ouest (Media Control)   | 1                  |
| Australie (Kent Music Report)          | 11                 |
| Autriche (Ö3 Austria Top 40)           | 2                  |
| Belgique (Flandre Ultratop 50 Singles) | 1                  |
| Canada (Top Singles)                   | 9                  |
| Danemark (IFPI)                        | 3                  |
| Espagne (AFYVE)                        | 2                  |
| Europe (European Hot 100)              | 1                  |
| Finlande (Suomen virallinen lista)     | 3                  |
| France (SNEP)                          | 1                  |
| Israël (IBA)                           | 1                  |
| Italie (Musica e dischi)               | 1                  |
| Norvège (VG-lista)                     | 3                  |
| Pays-Bas (Nederlandse Top 40)          | 1                  |
| Pays-Bas (Nationale Hitparade)         | 1                  |
| Portugal (Musica & Som)                | 8                  |
| Royaume-Uni (UK Singles Chart)         | 6                  |
| Suède (Sverigetopplistan)              | 7                  |
| Suisse (Schweizer Hitparade)           | 1                  |

| Classement (1986)                    | Position |
| ------------------------------------ | -------- |
| Allemagne de l'Ouest (Media Control) | 5        |
| Autriche (Ö3 Austria Top 40)         | 29       |
| Belgique (Flandre Ultratop)          | 32       |
| Europe (European Hot 100)            | 17       |
| France (SNEP)                        | 21       |
| Italie (Musica e dischi)             | 12       |
| Pays-Bas (Nederlandse Top 40)        | 14       |
| Pays-Bas (Single Top 100)            | 11       |
| Suisse (Schweizer Hitparade)         | 27       |

| Classement (1987)    | Position |
| -------------------- | -------- |
| Australie (ARIA)     | 88       |
| Canada (Top Singles) | 69       |

### Certification
| Pays                                                             | Certification | Ventes certifiées |
| ---------------------------------------------------------------- | ------------- | ----------------- |
| France (SNEP)                                                    | Argent        | 250 000*          |
| *Ventes selon la certification xNon précisé par la certification |               |                   |

## Reprise
En juillet 1987, Sergueï Minaïev (ru), disc-jockey et chanteur pop russe du milieu des années 1980, spécialisé dans les chansons humoristiques et les parodies musicales, enregistre une adaptation russe intitulée Рэп диск-жокея (ru) (Rep disk-zhokeya) avec de nouvelles paroles sur la censure soviétique sur un ton satirique. En août 1987, l'équipe de l'émission de télévision musicale Утренняя почта (Utrennyaya pochta) a tourné un clip vidéo de la chanson, qui a été diffusé quelques mois plus tard. La chanson a gagné en popularité dans toute l'URSS et a été l'un des premiers morceaux de rap soviétique.